# Powiat strzyżowski (II Rzeczpospolita)
Powiat strzyżowski – powiat województwa lwowskiego II Rzeczypospolitej w latach 1918–1932. Jego siedzibą było miasto Strzyżów.

## Starostowie
- Ludwik Lipiński (-1927)[1]
- Adam Remiszewski (1927-)
- Bronisław Russocki (-1928)[2]
- Mieczysław Słomski
- dr Ignacy Mellin (1929-)[3][4]

## Gminy
Powiat podzielony był w 1921 roku na 63 jednostki: 62 gminy i jedno miasto (Strzyżów):
- Baryczka, Blizianka, Bonarówka, Brzeżanka, Cieszyna, Czudec, Dobrzechów, Frysztak, Gbiska, Glinik Charzewski, Glinik Dolny, Glinik Górny, Glinik Średni, Godowa, Gogolów, Grodzisko, Gwoździanka, Gwoźnica Dolna, Gwoźnica Górna, Huta Gogolowska, Jaszczurowa, Jawornik Niebylecki, Jazowa, Kalembina, Kobyle, Konieczkowa, Kozłówek, Kożuchów, Lubla, Lutcza, Łączki Jagiellońskie, Łęki, Łętownia, Małówka, Markuszowa, Niebylec, Niewodna, Nowa Wieś Czudecka, Oparówka, Pietrusza Wola, Połomyja, Przedmieście Czudeckie, Przedmieście Strzyżowskie, Przybówka, Pstrągowa, Pstrągówka, Pułanki, Różanka, Stempina, Strzyżów (m), Szufnarowa, Tropie, Tułkowice, Twierdza, Widacz, Wiśniowa, Wojaszówka, Wysoka, Wyżne, Zaborów, Zawadka ad Wielopole, Żarnowa i Żyznów.

1 stycznia 1925 gminy Łączki Jagiellońskie i Wojaszówka włączono do powiatu krośnieńskiego, natomiast gminę Przedmieście Strzyżowskie włączono do miasta Strzyżowa
Rozporządzeniem Rady Ministrów z dnia 7 stycznia 1932 powiat został zniesiony z dniem 1 kwietnia 1932, a jego terytorium włączono do powiatów rzeszowskiego i krośnieńskiego.
30 gmin włączono do powiatu rzeszowskiego:
- Baryczka, Blizianka, Bonarówka, Brzeżanka, Czudec, Dobrzechów, Gbiska, Glinik Charzewski, Godowa, Grodzisko, Gwoździanka, Gwoźnica Dolna, Gwoźnica Górna, Jawornik Niebylecki, Konieczkowa, Lutcza, Łętownia, Małówka, Niebylec, Nowa Wieś Czudecka, Połomyja, Przedmieście Czudeckie, Pstrągowa, Strzyżów (m), Tropie, Wysoka, Wyżne, Zaborów, Żarnowa i Żyznów;

30 gmin włączono do powiatu krośnieńskiego:
- Cieszyna, Frysztak, Glinik Dolny, Glinik Górny, Glinik Średni, Gogolów, Huta Gogolowska, Jaszczurowa, Jazowa, Kalembina, Kobyle, Kozłówek, Kożuchów, Lubla, Łęki, Markuszowa, Niewodna, Oparówka, Pietrusza Wola, Przybówka, Pstrągówka, Pułanki, Różanka, Stempina, Szufnarowa, Tułkowice, Twierdza, Widacz, Wiśniowa i Zawadka ad Wielopole.